# Dambreuk bij Baia Mare

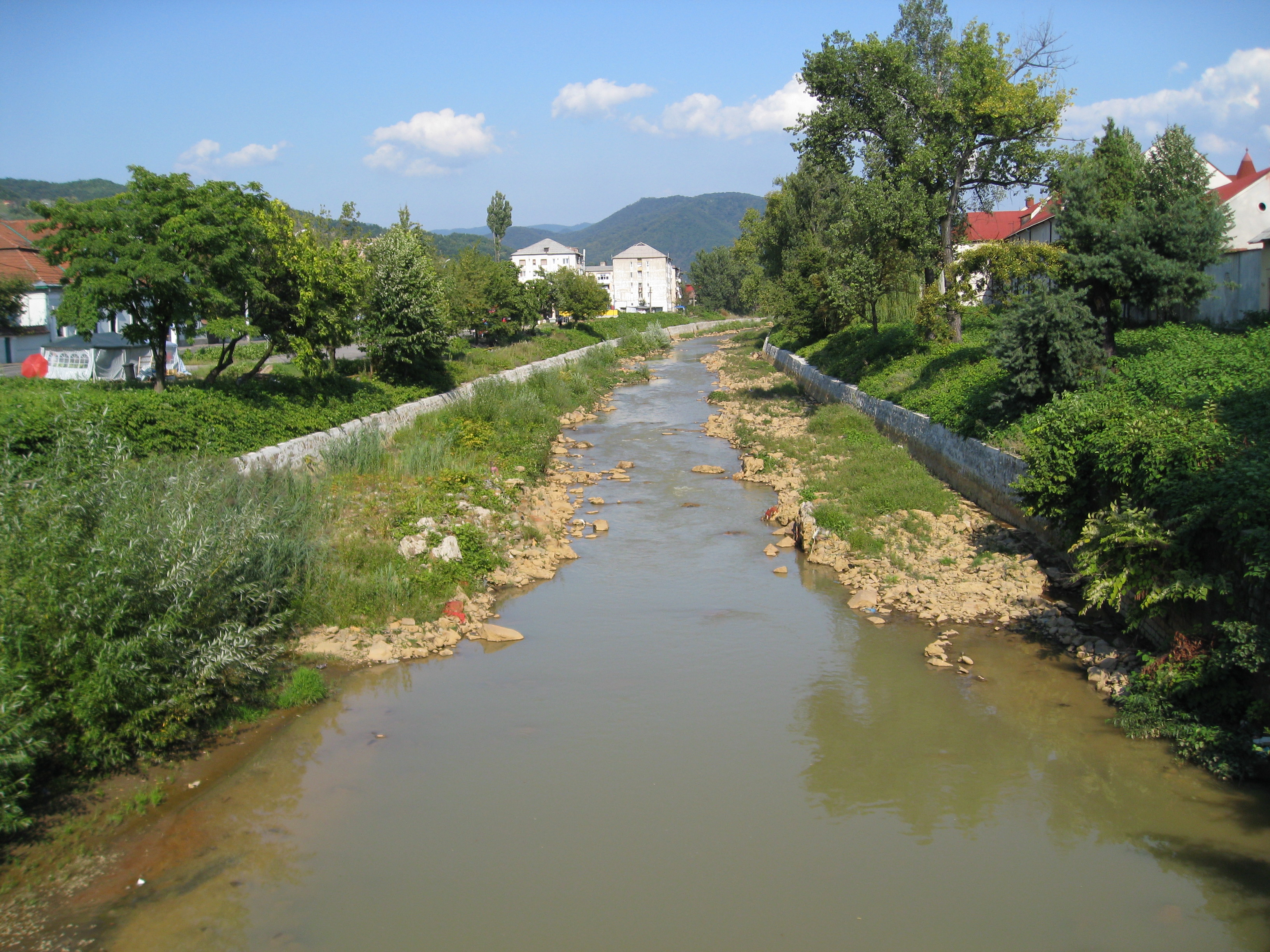
Het water stroomt door Baia Mare

De dambreuk bij Baia Mare was een milieuramp nabij Baia Mare in Roemenië waarbij cyanide in de rivier de Someș kwam bij het goudwinningsbedrijf Aurul, een joint venture van de Roemeense overheid en het Australische bedrijf Esmeralda Exploration. 
De dambreuk vond plaats op 30 januari 2000 en 100.000 m3 met cyanide vervuild water verspreidde zich over landbouwgrond en daarna in de Someș. Het water bereikte de rivieren de Tisza en de Donau en zorgde voor grote vissterfte in Roemenië, Hongarije en het voormalig Joegoslavië. 